# أكوابيديا
موسوعة أكوابيديا (بالإنجليزية: AquaPedia)‏ هي موسوعة حرة، على شبكة الإنترنت، مستودع تعاوني للدراسات التفاعلية حالة المياه والبحث من جميع أنحاء المعمورة للحصول على معلومات وتحليل الصراعات على المياه للتعلم الذاتي. تم تطويره في جامعة تافتس (بالإنجليزية:  Tufts University )‏ في عام 2008.
أكوابيديا لديها هدف من تقاسم دراسات حالة الصراع المياه التي تعمل على دمج المعلومات من الجوانب العلمية/ الهندسة مع فهم القضايا الاجتماعية/ الثقافية التي هي أيضا جزء لا يتجزأ من تأطير وحل مشاكل المياه 
أكوابيديا حاليا في مرحلة اختبار بيتا بمساهمات من الأكاديميين. يتم تصنيف دراسات الحالة في إطار 6 متغيرات من مجالين (طبيعي / اجتماعي). المجال الطبيعي يساهم في: كمية المياه والجودة وقيود النظام البيئي. يساهم المجال المجتمعي في التفاعلات بين القيم والقواعد والاعتبارات الاقتصادية وهياكل الإدارة 
مثل المواقع التقليدية على غرار الويكي، يمكن لأي شخص المساهمة بدراسات حالة المياه أو التنقيحات المحتملة. ومع ذلك، يقوم محررو (بالإنجليزية: AquaPedia)‏ بمراجعة هذه التقديمات قبل إضافتها إلى الموقع لضمان الدقة 